# 표창원
표창원(表蒼園, 1966년 5월 3일~)은 대한민국의 경찰학자로 경찰관, 경찰대학 교수, 방송인, 프로파일러, 저술가 등으로 활동하였고, 범죄분석 자문위원 등으로 활동했으며 현재 표창원범죄과학연구소장 겸 한림대학교 융합과학수사학과 특임 교수로 재직 중이다.
1989년 경찰대학 행정학과 학사 학위 취득과 동시에 형사에 임용되었다(경위). 경찰공무원 재직 중 1989년부터 1993년까지는 의무복무로써 전경 소대장을 한후 경찰공무원으로 근무하였고 1993년부터 1997년까지는 영국에서 석사학위와 박사학위를 취득하였다. 1998년 광운대학교와 한국외국어대학교 교수로 출강하고, 경찰관에서 퇴직한 이후에는 경찰대학의 강사가 되었으며 연세대학교, 아주대학교, 경기대학교 등에 출강하였다. 2001년 경찰대학 조교수가 되었고, 2012년 경찰대학 정교수가 되었다. 2012년 12월, 대한민국 국가정보원 여론 조작 사건에 대한 견해를 표명하는 과정에서 '경찰대의 정치적 중립성을 침해할 수 있다'는 이유로 경찰대학 교수직을 사퇴했다.
2014년 '표창원 범죄과학연구소'(Pyo Institute of Crime Science, PICS) 소장이 되었고 같은 해 8월에 제1회 'CSI/Profiling 체험전'을 개최하였다. 이 체험전은 대한민국 내 최초의 범죄 수사 체험 프로그램이었다. 2015년 12월 27일 새정치민주연합에 입당하였다. 이후 더불어민주당의 비상대책위원위원을 역임하였고, 더불어민주당의 용인 지역위원장이 되었다. 2016년 경기도 용인 정 지역구에 출마하여 제20대국회의원에 당선되었다.

## 생애
경상북도 포항시 중앙동(현재의 경상북도 포항시 북구 동빈동)에서 태어난 표창원은 어린 시절 가난한 형편 탓에 마음 속에 분노가 많았다. 이소룡 영화에 심취했고, 패싸움에 휘말려 정신을 잃은 채 양호실에서 깨어나기도 하였다. 중학생 시절엔 세 살 위 형과 다투다 칼을 휘둘러 형에게 상처를 입히기도 했다. 대학입시 학력고사를 불과 몇 개월 앞두고서는 사제 폭탄을 만들어 장난을 치려다 손가락 몇 개를 잃을 뻔했다. 하지만 중학교 시절엔 전국 일제고사에서 전국 1등을 할 정도로 성적이 뛰어났다.
1980년대는 억압과 폭력이 물든 학교 현장이었지만, 표창원은 '차라리 공부는 스스로 해야 한다. 억지로 공부하라고 시키면 공부하기 싫어진다'고 생각하며 암기식이 아닌 이해를 바탕으로 공부를 하였고 그래서 야간 자율 학습을 피해 도망 다니면서도 성적은 늘 상위권이었다. 불만 많은 표창원의 폭력성을 잠재우고 지혜를 불어넣어준 것은 수많은 책이었고 그 중에서도 아서 코난 도일의 추리 소설은 표창원에게 새 지평을 열어주었다. 폭력이 아닌 두뇌로 어려운 사건을 해결하는 탐정 셜록 홈즈에 매료되면서 감정을 조절하고 대화로 문제를 해결하는 법을 배웠다.
이처럼 어릴 때부터 아서 코난 도일의 추리 소설에 등장하는 주인공 셜록 홈즈를 좋아했고 경찰대학에 진학하게 된 배경에는 '셜록 홈즈'의 꿈이 자리잡고 있었다. 셜록 홈즈 같은 명수사관(名搜査官)이 되고 싶었지만 대한민국의 대표적 미해결 살인 사건인 화성 연쇄 살인 사건을 겪으면서 경찰로서 열패감을 느꼈고, 당시 대한민국에는 범죄 수사를 전문적으로 배울 곳이 마땅히 없어 아서 코난 도일의 고향 영국으로 유학을 갔다.
1989년 경찰대학 행정학과에서 학사 학위 취득하고 경찰관에 임용되어 제주도 중문지역 전경대 소대장, 1990년 화성군 지역기동대 소대장 등을 거쳐 1991년 부천경찰서 형사과 형사, 1992년 경기도 지방경찰청 보안과 외사계 형사, 1993년 보안과 외사계 주임이 되었다. 경력에서 보듯 화성연쇄살인사건 수사와는 관계없다. 1993년 5월 국비장학생으로서 영국으로 유학을 갔고 경찰학과 범죄학 학과가 없는 엑서터 대학교에서 석박사 과정을 하였다. 1997년 12월 영국에서 귀국하였고, 1998년 경찰청 제도개선기획단 연구담당관, 경찰대학 교관 등을 지내고 1999년 퇴직하였다. 1998년부터는 광운대학교, 한국외국어대학교 범죄심리학 교수로 출강하였고, 1999년 경찰관에서 사퇴한 뒤로는 경찰대학 전임강사가 되었으며, 연세대학교, 아주대학교, 경기대학교 등에도 출강하였다. 2001년부터 경찰대학 조교수가 되고 2012년 경찰대학 정교수가 되었다.
2012년 12월, 자신의 블로그 및 트위터를 통해 대한민국 국가정보원 여론 조작 사건에 대한 견해를 표명하는 과정에서 '경찰대의 정치적 중립성을 침해할 수 있다'는 이유로 경찰대학 교수직을 사퇴했다. 교수직 사퇴 후에도 이 사건의 규명을 위해 활동하였다.
제20대 국회의원 선거에서 경기도 용인(정) 지역구에 출마하여 2016년 4월 13일 51.4%의 득표율로 국회의원에 당선되었다. 
본인 및 언론에서는 범죄심리 전문가라고하나, 범죄심리를 연구하였다는 기록은 없으며 실무를 했다는 기록도 없다.

## 학력
- 보성중학교 졸업
- 고려대학교 사범대학 부속고등학교 졸업
- 1989 경찰대학 행정학 학사
- 1993.05 ~ 1997.12 영국 엑서터 대학교 경찰학 석사, 박사

## 경력
- 1989 ~ 1990: 제주도 중문지역 전경대 소대장
- 1990 ~ 1991: 경기도 화성지역 기동대 소대장
- 1991 ~ 1992: 경기도 부천경찰서 형사과 형사
- 1992 ~ 1993: 경기지방경찰청 보안과 외사계 형사
- 1993.02: 경기지방경찰청 보안과 외사계 주임형사
- 1998: 경찰청 제도개선기획단 연구관
- 1998 ~ 1999: 경찰대학 교관. 광운대학교, 한국외국어대학교 출강
- 1999.08.31: 경찰 사직
- 1999 ~ 2001: 경찰대학 전임강사, 연세대학교, 아주대학교, 경기대학교 등 출강
- 2001 ~ 2012: 경찰대학 행정학과 조교수, 행정학과장
- 전) 아시아경찰학회 회장
- 2012년: 경찰대학 교수
- 2012.12: 경찰대학 교수직 사퇴
- 2014.03 ~: 표창원 범죄과학연구소장
- 2016.01 ~ 2016.04: 더불어민주당 비상대책위원, 선거대책위원
- 2020년 4월 13일: 대한민국 제20대 국회의원 선거 당선(경기 용인시 정, 더불어민주당, 초선)
- 2016.05 ~ 2020.05: 더불어민주당 경기도당 용인시 정 지역위원회 위원장
- 2016.05 ~ 2020.05: 제20대 국회의원(경기 용인시 정, 더불어민주당, 초선)
  - 2016.06 ~ 2017.07: 제20대 국회 전반기 안전행정위원회 위원
  - 2016.06 ~ 2017.02: 제20대 국회 전반기 윤리특별위원회 위원
  - 2017.07 ~ 2018.05: 제20대 국회 전반기 행정안전위원회 위원
  - 2017.12 ~ 2018.05: 제20대 국회 재난안전대책특별위원회 위원
  - 2017.12: 제20대 국회 감사원장(최재형) 임명동의에 관한 인사청문특별위원회 위원
  - 2018.05 ~ 2020.05: 제20대 국회 전반기, 후반기 법제사법위원회 위원
  - 2018.07 ~ 2020.05: 제20대 국회 후반기 여성가족위원회 위원
  - 2018.07 ~ 2019.03: 제20대 국회 후반기 예산결산특별위원회 위원
  - 2018.10 ~ 2019.08 : 제20대 국회 사법개혁특별위원회 위원
  - 2019.05 ~ 2019.10: 제20대 국회 후반기 국회운영위원회 위원
- 2016.05 ~ 2017.05: 더불어민주당 정책위원회 부의장
- 2017.04 ~ 2017.05: 제19대 대통령선거 더불어민주당 문재인후보 국민주권선거대책위원회 국민주권개헌특별위원회 부위원장
- 2017.08 : 더불어민주당 적폐청산위원회 위원
- 2019.05 ~ 2020.05: 더불어민주당 원내부대표

## 표창원의 자아비판

### '정치인' 표창원으로서 자아비판
2012년 미국의 팝가수인 레이디가가의 내한공연이 열렸을 때, 일부 기독교단체와 시민단체가 반대시위를 벌였다. 이에 표창원은 “(공연을 반대하는 것은) 독단적이고 전체주의적인 발상”이라고 비판했다.
이 발언이 논란이 되자 한국게이인권운동단체 ‘친구사이’는 성소수자 인권지지 프로젝트로 당시 표창원 후보를 인터뷰했다. 이 인터뷰에서 표창원은 “성소수자에게 우리사회는 아직까지 차별의 시선으로 다가서고 있지만 언젠가는 세계적 조류에 맞춰 동성애자와 성적 소수자를 인정하고 이해하는 사회가 올 것”이라고 말했다.
2016년 제20대 국회의원 선거에 표창원이 출마하자 당시 새누리당 대표이던 김무성은 더불어민주당의 표창원 의원을 저격하며 동성애 차별적 혐오발언을 했다. 김무성은 새누리당 이상일 후보 지원 유세를 하며 “이 지역에는 동성애를 찬성하는 후보가 있지 않나? 동성애를 찬성하는 후보가 당선되면 우리나라 꼴이 어떻게 되겠냐? 동성애는 인륜을 파괴하는 것”이라고 말했다.
이에 표창원은 CBS와의 인터뷰에서 “성경에서 금지한 동성애가 이 사회에 확산되는 것에 반대한다. 동성애를 지지하고 옹호하는 게 아니라 동성애라는 이유로 사회적으로 차별하는 것에 반대한 것”이라고 말했다. 표창원은 국회의원에 당선되었다.

2016년 12월 5일 개최된 ‘2016 서울 인권 콘퍼런스’에 토론자로 참석한 표창원은 다음과 같이 자아비판을 하였다.
한국의 정치 지도자들은 저를 포함해 비겁하다. 문제가 없고 위기가 아닐 때는 진보적 목소리를 낸다. 동성애자의 인권 보호에 함께하겠다고 하지만, 정작 선거철이 다가오거나 자신의 정치적 이익을 잃을 위기에 처하면 주저하거나 때로 변절한다. 저도 총선에서 주저하는 모습을 보여드려 동성애자 여러분께서 상당한 실망을 한 것이 여전히 제 마음에 무겁게 남아있다. 실제로 돌이켜보면 그 총선 과정에서 타협하지 않았다 하더라도 (선거에서) 떨어지지 않았을 것 같다. 

### '종교인' 표창원으로서 자아비판
'하느님을 섬기고 예수님을 따르려는' 크리스찬(천주교)이라고 스스로 밝힌 표창원은 ‘2016 서울 인권 콘퍼런스’에서 표창원은 “현재 대한민국을 뒤흔들고 있는 박근혜 최순실 게이트의 중심에 보수 기독교계가 있다. 정치와 종교는 명확한 실체규명과 정리가 우선되어야 한다”는 발언하여 논란이 되었다.
이 발언은, 영국, 미국, 일본, 대만의 발제자 및 토론자들이 '소수자 인권'에 대한 논제를 제기하자 표창원이 대한민국에서 차별금지법이 제정되지 않는 이유를 설명하며 일부 기독교계의 극심한 반대가 원인이었다는 설명을 하는 과정에서 나왔다.

2012년 4월 레이디 가가 방한공연 당시 일부 기독교를 표방하는 사람들의 극심한 공연 반대, 취소 집회와 운동이 있었는데 그 배후에는 대선 댓글공작에 개입한 혐의로 선관위에 고발당하고 법원에서 유죄판결 받은 '십알단' 단장 윤정훈 목사와 같은 사이비 기독교가 있었으며, 지금 대한민국을 뒤흔들고 있는 최순실 게이트 배후에도 최태민 목사와 같은 사이비 기독교가 있다'는 취지의 발언이었다.
지난 월요일 서울시청에서 '국제인권컨퍼런스'가 열렸습니다. 당시 제 발언 영상 전체( https://www.youtube.com/watch?v=wKkHAbAUefw )를 올리겠습니다. 전 토론자로 초대되어 영국과 대만, 일본, 미국 발제자 및 토론자들의 견해에 의견을 제시하고 한국의 '소수자 인권' 문제를 짧게 설명드렸습니다. 그 발언 말미에, 차별금지법이 국회에서 통과되지 않는 이유를 설명하면서 일부 기독교계의 극심한 반대가 원인이었다고 이야기했고, 관련된 제 경험을 이야기 하면서 '2012년 4월 레이디 가가 방한공연 당시 일부 기독교를 표방하는 사람들의 극심한 공연 반대, 취소 집회와 운동이 있었고, 이에 대해 반대 의견을 트위터에 올리자 '윤00 목사를 중심으로 하는 집중적인공격이 있었는데, 그 해 연말 대선 댓글공작에 개입한 혐의로 선관위에 고발당하고 법원에서 유죄판결 받은 '십알단(십자군 알바단) 단장이 바로 그 윤 목사였다' 그리고 '지금 대한민국을 뒤흔들고 있는 최순실 게이트 배후에도 기독교가 있다'는 취지의 이야기를 했습니다. 시간 관계상 긴 설명을 못했지만 최순실게이트-기독교는 그동안 우리에게 알려진 40년 전 최태민 목사 - 구국십자군 - 목사들의 병영 훈련 으로부터 박근혜 대통령에 대한 일방적 찬양을 하며 야당과 비판적 지식인과 언론 및 시민들을 종북으로 내몰고 비난 선동하며 심지어 세월호 유가족 마저 폄하하고 지난 대선과 총선에 개입한 정교유착 일부 정치적 목사들을 지칭한 것입니다. 이 문제는 탄핵과 국정조사 및 특검이 모두 끝난 후 본격적으로 그리고 장기적으로 기독교 사칭 사이비 종교 문제와 함께 여러분과 솔직하고 본격적인 토론을 통해 사회적 합의를 형성해 나가겠습니다. 저도 카톨릭 신자로 하느님을 섬기고 예수를 따르려는 사람입니다. 권력자와 부자들과 야합하는 자들은 진정한 기독교인이 아닙니다. 우리 사회 가장 약하고 억울하고 피해입은 분들이 살아있는 예수님이라고 전 믿습니다. 그때까지 기다려주시면 진심으로 감사하겠습니다.

표창원의 발언에 대하여 이영훈 한국기독교총연합회 대표회장은 “정치 지도자로서 뚜렷한 근거도 없이 기독교계를 비판한 것은 매우 유감스럽다”면서 “공인으로서 자질이 의심되는 무책임한 발언이다. 국민 앞에 사과하라”고 촉구했다. 조일래 한국교회연합 대표회장도 “최순실의 국정농단의 중심에 기독교가 서 있다니 이게 무슨 해괴망측한 소리냐. 혼란에 빠진 나라를 위해 눈물로 기도하는 한국교회 앞에 사과하라”고 비판하였다.

## 논란

### 논문 표절
2013년 7월, 표창원은 변희재 등이 제기한 박사학위 논문 표절 의혹이 사실이라고 인정했다. 논문 중 일부 부분이 인용표기에 오류가 있었다. 2013년 7월 7일, 표창원은 "직접적인 인용을 출처 표시만 한 채 간접인용 형태로 잘못 표기했다. 제 박사논문에 표절부분이 있다는 사실에 실망하고 분노한 분이 계시다면 정중하게 사과드리겠다"고 밝혔다. 2013년 7월 9일, 표창원은 자신의 블로그를 통해 자신의 박사학위 지도교수였던 영국 엑서터 대학교의 마이클 러쉬로부터 "문제가 발생하지 않을 것으로 생각된다. 정오표를 제출하거나 온라인상 논문을 수정하는 것으로 충분하다고 판단한다"는 답변을 받았다고 밝혔다. 이후에도 변희재는 추가 논문 표절을 발견하고 이를 표창원에게 알렸지만, 표창원은 이는 이미 정리된 문제라 하고 달리 반응은 안했다.

### 정치 논란
2013년 6월 18일 트위터를 통해 "저는 정치를 하지 않겠습니다"라고 올렸으며, "국민 한사람의 상식적 분노임을 확인하기 위해 선언하고 약속드립니다. 10월 재보선 및 다음 총선 포함, 다음 대통령 선거까지 어떤 선거에도 출마하지 않고 어떤 정당에도 참여하지 않겠습니다. 오직 정의구현에만 매진합니다"라고 밝히기도 하였으나, 2015년 12월 27일 새정치민주연합에 입당하였으며, 자신의 트위터에 정계 입문에 대한 각오를 밝히는 글을 올렸다. 이후 당명이 더불어민주당으로 바뀌었다.

### 프랜시스 스페이트에 대한 성주 연설
사드논란과 관련하여 표창원은 성주군을 방문하여 프랜시스 스페이트에 대한 연설을 하였다. 이 연설에서 그는 프랜시스 스페이트 좌초 후 18명의 생존자들이 공정하지 못한 제비뽑기를 통해 가장 어리고 약한 패트릭 오브라이언을 식인 대상으로 희생시킨 후 생존자 전원은 3일 후 구조되었다 하였다. 성주가 불필요한 제비뽑기의 희생자라는 비유였다.
표창원입니다. 짧은 이야기 하나 해드릴게요. 혹시 여러분 프랜시스 스테이트라는 배 이름 아십니까? (아니오) 모르시죠. 1835년 11월 캐나다 앞바다에서 좌초한 배 이름입니다. 이 배의 이름이 중요한 이유는요, 이 배가 좌초해서 18명의 선원이 살아남습니다. 그리고 음식도 없이 13일을 버텨요. 굶어 죽을 지경이죠. 구조선은 오지 않습니다. 그때 선장이 이야기합니다. “우리 이대로 죽을 순 없어. 우리가 살 수 있는 방법이 있다”. “그게 뭡니까?”. 선원들이 묻죠. 그때 선장이 이야기합니다. “우리 중에 누군가 한 명만 희생하면 그 사람의 고기를 먹고 17명이 살아남을 수 있어”. 여러분 선장의 말에 동의하시겠습니까? (아니오) 다들 동의하지 않았습니다. 그런데 그때 갑판장이 앞으로 나섭니다. “가만히 생각해보니 선장 말이 맞는 것 같아. 우리가 이대로 다 죽을 수는 없잖아. 대를 위해 소는 희생을 해야지. 한 명만, 우리 모두 공평한 기회만 주어진다면 나라도 희생하겠어”. 옆에 있던 기관장이 나섭니다. “내 생각도 그래”. 또 옆에 있던 요리장이 나섭니다. “내 생각도 그래”. 선원들이 웅성거립니다. 선장이 다시 이야기하죠. “나도 이 이야기 하기 싫었어. 너무 괴로워. 하지만 어쩔수 없잖아. 우리 다 죽을까? 모두가 기회만 공평하다면 우리 모두 동참하는 게 맞겠지”. 고개를 끄덕입니다. 결국 선장이 준비한 제비뽑기가 이뤄집니다. 18개의 막대기 그중에 하나만 아래에 빗금이 처져 있습니다. 그것을 뽑으면 그 사람이 희생하는 것입니다. 누가 그 막대기를 뽑았을까요? (선장) 제안한 선장 아닙니다. 동의한 기관장, 갑판장 아닙니다. 그 배에서 가장 나이가 어린 15살의 수습선원이 그 막대기를 뽑았습니다. 그리고는 순간 충격을 받은 얼굴이었다가 곧 미소를 짓습니다. “잘됐습니다. 가장 어리고 약하고 경험 없는 제가 여러 선배 선원님들을 위해 희생할 수 있는 기회를 주셔서 감사합니다. 어차피 저는 죽을 사람이었는데요. 가장 약하고….” 결국 17명이 그 소년의 피와 살을 먹고 버팁니다. 3일 후 지나가던 다른 어선이 이들을 구조해줍니다. 그리고 재판이 열리죠. 이들의 행위는 과연 살인행위일까요, 정당방위일까요? 하지만 그 당시 법정은 유죄, 무죄를 반복하다가 결국 최종심에서 정당방위 무죄를 판결합니다. 여기서 끝이 아닙니다. 판결이 이뤄진 다음에 그중에 한 명이 술에 취해 이야기하고 말죠. “사실 그 제비뽑기는 공정한 게 아니었다고”. 저는 이 이야기에서 사드와 성주를 떠올립니다. 성주가 15살 선원 같은 느낌이 듭니다. (박수&맞어) 첫째 과연 당시 프랜시스 스테이트 호에서 꼭 한 명이 희생했어야 했을까요? (아니오) 3일만 더 버텼으면 다 살아나는 것 아니었습니까? 그쵸? (예) 대한민국에 사드가 반드시 필요합니까? (아니오) 필요합니까? (아니오) 저도 아니라고 생각합니다. 그런데 누군가는 필요하다고 이야기하고 있습니다. 그리고 성주가 그 지역이 되어야만 합니까? (아니오) 그 절차가 공정했습니까? (아니오) 한 말씀만 더 드리겠습니다. 하지만 성주와 사드는 이번이 처음이 아닙니다. 이미 강정에서, 밀양에서, 세월호에서, 여러분은 사드가 들어오기 전에 과연 그분들 편에 서주셨습니까? (아니오) 지금 다른 국민들이 여러분 편에서 계십니까? (아니오) 대한민국이 슬픈 프랜시스 스테이트 호 같다는 생각이 드는 건 저 뿐입니까? (아니오) 그래서 여러분들이 존경스럽습니다. 성주가 아니면 된다가 아니라, 대한민국에 사드는 아니다. 공부하시고 따져보시고 사드가 우리 안보에 도움이 되지 않는다, 북핵을 막지 못한다, 우리나라에 오히려 전쟁의 위협을 고조시킨다, 중국과 러시아가 북한편에 서게 만든다, 북한이 핵을 개발할 명분을 준다, 대한민국은 경제와 외교의 위기에 내몰린다, 제 말이 맞습니까? (예) 최선을 다해 노력하겠습니다. 고맙습니다.

그런데 표창원의 연설과는 달리 '프랜시스 스페이트는 좌초부터 선원 18명 중 3명이 사망하였다'는 점, 그리고 패트릭 오브라이언이 제비뽑기 대상이 된 이유는 약자라서가 아니고 부양할 가족이 없었기 때문인 점, 제비뽑기 대상은 전원이 아니라 부양가족이 없는 자들만이었다는 점, '패트릭 오브라이언이 희생된 후 이틀 내로 3명이 추가로 사망하였으며 구조까지는 6일이 걸렸다'는 점이 사실과 다르다는 주장이 나와 논란이 되었다. 논란에서 사실관계를 따지는 것은 중요하지만, 내용 및 주장에 비유를 끼얹어 빗대는 것이지, 비유를 지적하는 것은 적절치 않다. 하지만 불과 1년 전에도 1명이 아닌 3명이 사망하였다는 정확한 사실관계를 알면서도 사실관계를 왜곡하여 주민들을 선동했다는 점은 논란의 여지가 있다.

### 박근혜 대통령 탄핵반대 국회의원 명단 공개
표창원이 2016년 11월 30일 대통령 박근혜의 탄핵에 대한 국회의원들의 입장을 '찬성', '주저 & 눈치보기', '반대'로 분류하여 명단을 작성했다. 표창원은 자신의 트위터와 페이스북을 통해 이를 배포하였으며, 앞으로 대상의 입장이 확인대는 대로 실시간으로 SNS를 통해 업데이트하겠다고 밝혔다. 이후 일부 새누리당을 중심으로 논란이 되자 12월 1일 본회의 5분 자유발언을 통해 입장을 밝혔다
존경하고 사랑하는 국민 여러분! 존경하는 정세균 국회의장님과 동료 의원 여러분!
대한민국 제18대 현직 대통령 박근혜는 범죄 피의자입니다. 그것도 국가권력을 사유화해서 사인들의 호주머니에 국가세금을 털어 넣은 가장 질 나쁜 범죄자입니다. 그런데 그런 범죄 피의자가 지금까지 국가권력을 틀어쥔 채 그 국가 권력을 자기 개인의 방어와 보호를 위해 사용하고 있습니다. 대한민국 국민들께서는 이 상황을 도저히 받아들일 수가 없다고 하십니다. 매주 100만 명이 넘는 국민께서 차가운 광장에 모여 촛불을 들고 계십니다. 지금 여론조사 결과는 80% 이상의 국민이 즉시 박근혜 대통령을 탄핵하라고 요구하고 있습니다. 국회에 요구하고 있습니다. 그런데 지금 국회는 무엇 하고 있습니까?
국민들은 국회를 직무유기로 고발하고 있습니다. (중략) 그렇게 소리 높여 박근혜 대통령을 1분 1초도 그 자리에 두어서는 안 된다라고 주장하던, 국가와 국민을 위해서 박근혜 대통령은 바로 내려와야 한다고 요구하고 주장하던 새누리당 의원들의 입장이 바뀌었습니다.야당 일부에서도 의견의 변화가 감지되고 보도되기 시작했습니다.
저는 가만히 있을 수 없었습니다. 대한민국 국회의원의 한 사람으로서, 국민이 뽑아 주신 국민의 대표로서 저도 그 직무유기의 행렬에 공범으로 동참할 수 없었습니다. 그래서 제가 확인하고 확보한 공적인 자료들을 통해 의원 여러분 한 분 한 분의 탄핵에 대한 찬반 입장을 국민 여러분과 공유하고 있습니다.
그 결과 많은 의원들께서 여러 국민들의 전화 연락을 받으시고 불편하다는 이야기를 들었습니다. 그 부분에 대해서는 진심으로 사과의 말씀을 드리겠습니다.
아울러 오늘 안전행정위원회 회의 도중 제가 평소 좋아하고 사랑하고 존경하는 장제원 의원과 감정적인 싸움까지 하는 상황에 처했습니다. 그 부분 역시 개인적으로 장제원 의원께 공개적으로 사과드리겠습니다.
하지만, 하지만, 국회가 제 기능을 할 때까지, 박근혜 대통령에 대한 탄핵소추안에, 그 발의안에 누가 서명하고 누가 서명하지 않는지, 누구의 서명 때문에, 누구의 서명 불참 때문에 탄핵안 발의가 이루어지지 못하는지 그리고 그 탄핵소추안에 대해서 누구의 불참으로 인해 의결이 이루어지지 못하는지는 분명히 제가 끝까지 국민과 공유해야 하겠습니다. 그에 대한 책임은 분명하고 명확하게 지겠습니다.
존경하고 사랑하는 동료 의원 여러분!
부디 국민의 이 아픈 소리를 외면하지 마시고 박근혜 대통령 헌법 절차에 따라 탄핵을 의결할 수 있도록 참여하고 도와주시기 바랍니다.
고맙습니다.

이에 대해 새누리당 민경욱 원내대변인은 구두논평을 통해 "표 의원의 아무런 객관적 기준 없는 분류"라면서 "이런 유례없는 행동은 동료의원뿐만 아니라 양식 있는 국민의 지탄을 받을 것"이라고 말했다. 또한 12월 2일 새누리당은 박맹우 사무총장 명의로 표창원 의원과 성명불상자에 대한 고소장을 서울중앙지검에 제출했다.
이에 대해 민주사회를 위한 변호사모임(민변)은 12월 4일 “표창원 의원 등에 대한 새누리당의 고소를 규탄하고 취소를 촉구한다”며 “고소를 통해 사법절차에 회부된 표창원 의원과 성명불상의 시민이 고초를 겪는 경우 모든 법률적 지원을 아끼지 않을 것”이라고 밝혔다. 또한 법조계는 표 의원의 처벌 가능성이 낮다고 분석했다. 

이와 관련하여 박성중 새누리당 의원은 표창원 리스트는 인격모독이라 주장하자 표창원 의원과 진선미 의원은 발언을 중간에 끊으면서 항의했다. 장제원 의원과 표창원 의원은 서로 고함을 지른 후 다른 국회의원들의 중재로 박성중 의원은 차분하게 국회의원들은 서로 인격을 존중해야 한다고 하였다.이후에도 표창원은 이런 행동은 예의에 어긋났지만 정치적 압박을 할 필요가 있었다고 주장했다.

## 방송

### 진행
- MBC 표준FM 《표창원의 뉴스 하이킥》 (2020년 8월 17일 ~ 2022년 12월 30일)
- 채널뷰 《범죄심리분석 더 프로파일러》
- JTBC 《표창원의 시사돌직구》
- Q채널 《범죄인간》《살인자는 말한다》
- 한겨레TV 《이철희·표창원·김보협의 시사게이트》
- JTBC 《사건반장》
- KBS2 《과학수사대 스모킹 건》
- MBC 에브리원 《히든아이》

### 출연
- SBS 《그것이 알고싶다》
- SBS 《SBS 전망대》 '사건과 사람들' 코너 담당
- SBS 《2016 희망TV SBS》 '희망노래방 부기부기'
- MBC 《무한도전》 368회 '무도 탐정 사무소'
- JTBC 《크라임씬》 '크라임씬 PD 살인사건'
- JTBC 《학교 다녀오겠습니다》
- XTM 《잡식남들의 히든카드 M16》
- KBS2 《대화의 희열》 2회
- KBS2 《표리부동》
- KBS1 《재난탈출 생존왕》
- KBS2 《스펀지》 '무서운 스펀지'
- KBS1 《TV는 사랑을 싣고》 59회
- OCN 드라마 《특수사건 전담반 TEN》 1회 (특별출연)
- 2015년 SBS 《런닝맨》 - 게스트 출연 (257회, 2015년 7월 26일 방송분)
- 2020년 SBS 《런닝맨》 - 게스트 출연 (519회, 2020년 9월 6일 방송분)
- 2022년 TV조선 《식객 허영만의 백반기행》 게스트
- 2022년 유튜브 《알아두면 쓸데있는 범죄 잡학사전 게스트
- 2023년 JTBC《아는형님》 게스트
- 2023년 MBC every1• 라이프타임 채널 《나는 지금 화가 나 있어》 게스트
- 2024년 JTBC《톡파원25시》 게스트
- 2024년 MBC 에브리원 《히든아이》진행

### 광고
- SK브로드밴드 B tv 콘텐츠연구소 '키즈존 뽀로로' 편
- 하이트진로
- 유엘유게임즈 모바일 MMORPG게임 2X (배우 나문희와 출연)

## 영화
- 《탐정: 리턴즈》 (2018년) - 의뢰인 (특별출연)
- 《시민덕희》 (2024년) - 범죄 전문가 (특별출연)

## 드라마
- 《마스크걸》 (2023년, 넷플릭스) - 사건 관련 취재 프로그램의 프로파일러 (특별출연)

## 저서
- 《police and Crimewatch UK, The: a study of the police use of crime reconstruction and witness appeal programmes in Britain》. 1993년. ISNI 0000 0001 3503 2190
- 《THE POLICE AND CRIMEWATCH UK》. 한국문화사. 1998. ISBN 8977354757
- 《경찰법》. 좋은세상. 1999년. ISBN 2010943000133
- 《경찰학개론》. 경찰승진정보. 2003년. ISBN 8957650016
- 《경찰경무론》. 경찰승진정보. 2003년. ISBN 8957650040
- 《한국의 연쇄살인》. 랜덤하우스코리아. 2005년. ISBN 895924418X
- 《숨겨진 심리학》. 토네이도. 2011년. ISBN 9788994013343
- 《한국의 CSI》. 북라이프. 2011년. ISBN 9788996687634
- 《나는 셜록 홈즈처럼 살고 싶다》. 다산북스. 2013년. ISBN 9788963709475
- 《프로파일러 표창원의 사건 추적》. 넥서스. 2013년. ISBN 9788967904548
- 《공범들의 도시》(공저). 김영사. 2013년. ISBN 9788934964568
- 《새로고침》(공저). 한겨레출판사. 2013년. ISBN 9788984317345
- 《보수의 품격》(공저). 비아북. 2013년. ISBN 9788993642476
- 《정의의 적들》. 한겨레출판사. 2014년. ISBN 9788984317918
- 《왜 나는 범죄를 공부하는가》. 다산북스. 2015년 ISBN 9791130604831(1130604837)

## 같이 보기
- 경찰행정학
- 행동분석학
- 표창원의 시사 돌직구
- 이수정

## 수상 경력
- 2013년 제27회 NCCK 인권상
- 2020년 MBC 방송연예대상 라디오부문 신인상

## 역대 선거 결과
| 실시년도 | 선거   | 대수 | 직책     | 선거구         | 정당         | 득표수   | 득표율          | 순위 | 당락 | 비고 |
| -------- | ------ | ---- | -------- | -------------- | ------------ | -------- | --------------- | ---- | ---- | ---- |
| 2016년   | 총선   | 20대 | 국회의원 | 경기 용인시 정 | 더불어민주당 | 68,273표 | \| \| 51.40% \| | 1위  |      | 초선 |
|          | 51.40% |      |          |                |              |          |                 |      |      |      |

## 소속 정당
| 소속 정당 | 소속 정당      | 소속 기간 | 비고           |
| --------- | -------------- | --------- | -------------- |
|           | 새정치민주연합 | 2015      | 정계 입문      |
|           | 더불어민주당   | 2015~2020 | 당명 변경      |
|           | 무소속         | 2020~현재 | 탈당 정계 은퇴 |

## 같이 보기
- 용인시 정
- 용인시 수지구의 국회의원
- 용인시 기흥구의 국회의원
- 용인시의 국회의원